# Pele escura

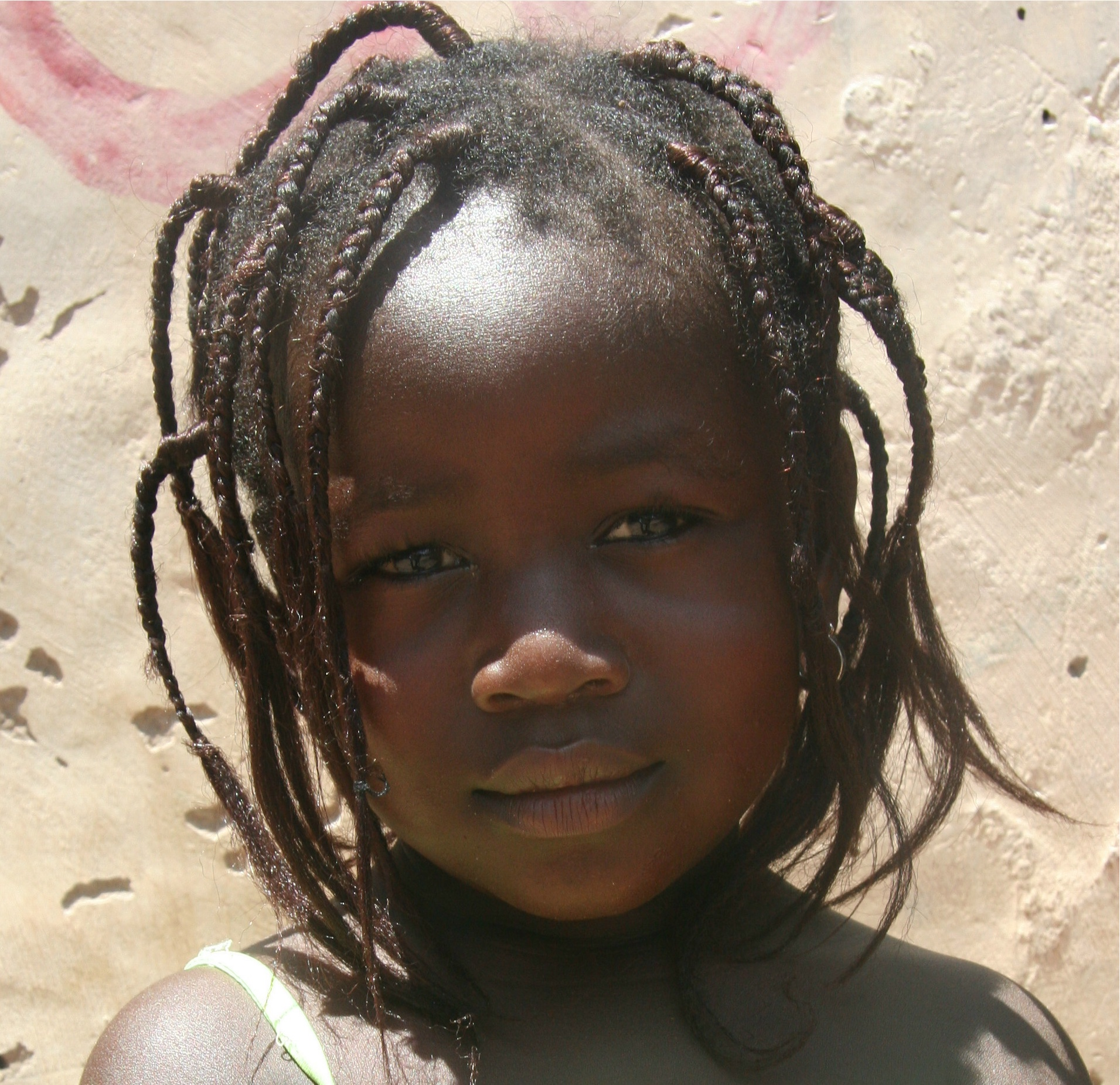
Menina de pele escura em Burkina Faso.

Pele escura é uma cor da pele humana que é rica em melanina, especialmente, pigmentos de eumelanina. Pessoas com pele muito escura são, muitas vezes, referidas como negros, embora esse uso possa ser ambíguo em alguns países onde também é usado para se referir especificamente a diferentes grupos étnicos ou populações.
Acredita-se que a evolução da pele escura tenha começado há cerca de 1,2 milhão de anos, em espécies de hominídeos de pele clara após passarem da floresta equatorial para a ensolarada savanas. No calor das savanas, foram necessários melhores mecanismos de resfriamento que foram alcançados através da perda de pelos no corpo e desenvolvimento de uma perspiração mais eficiente. A perda de pelos do corpo levou ao desenvolvimento da pigmentação da pele escura, o que atuou como um mecanismo de seleção natural contra a depleção de folato e, em menor grau, danos no DNA. O principal fator que contribuiu para a evolução da pigmentação da pele escura foi a quebra do folato em reação à radiação ultravioleta; a relação entre a quebra do folato induzida pela radiação ultravioleta e a redução da aptidão física como uma falha da embriogênese e da espermatogênese levaram à seleção da pigmentação escura da pele. Na época em que o moderno Homo sapiens evoluiu, todos os humanos tinham a pele escura.
Os humanos com pigmentação da pele escura têm pele naturalmente rica em melanina (especialmente eumelanina) e mais melanossomos que fornecem uma proteção superior contra os efeitos deletérios da radiação ultravioleta. Isso ajuda o corpo a reter suas reservas de folato e protege contra danos ao DNA.
Pessoas de pele escura que vivem em altas latitudes com luz solar moderada correm um risco maior - especialmente no inverno - de  deficiência vitamina D. Como consequência da deficiência de vitamina D, essas pessoas têm um risco maior de desenvolver raquitismo, numerosos tipos de câncer e possivelmente doença cardiovascular e baixa atividade do sistema imunológico. No entanto, alguns estudos recentes questionaram se os limiares que indicam deficiência de vitamina D em indivíduos de pele clara são relevantes para indivíduos de pele escura, pois se descobriu que, em média, os indivíduos de pele escura têm maior densidade óssea e menor risco de fraturas do que os indivíduos de pele clara que possuem os mesmos níveis de vitamina D. Isto é atribuído, possivelmente, à menor presença de agentes de ligação de vitamina D (e, portanto, maior biodisponibilidade) em indivíduos de pele escura.
A distribuição global de populações de pele escura está fortemente correlacionada com os altos níveis de radiação ultravioleta das regiões habitadas por elas. Estas populações, quase exclusivamente, vivem perto do equador, em áreas tropicais com luz solar intensa: Austrália, Melanésia, Nova Guiné, Sul da Ásia e África. Estudos sobre essas populações indicam que a pele escura é uma retenção do estado preexistente de humanos modernos, adaptado à radiação ultravioleta, antes da migração fora da África e não uma adaptação evolutiva posterior. Devido à migração em massa e aumento da mobilidade de pessoas entre regiões geográficas no passado recente, as populações de pele escura hoje são encontradas em todo o mundo.

## Distribuição geográfica

### Américas
A pele relativamente escura permanece entre os Inuits e outras populações do Ártico. Uma combinação de dietas ricas em proteínas e reflexão da neve no verão tem sido especulada como favorecendo a retenção da pele pigmentada.
As primeiras descrições colonialistas europeias das populações norte-americanas incluem termos como brown ("marrom"), tawny ("amarelo-acastanhado") ou olive ("oliva"), embora algumas populações também fossem descritas como lights-skinned ("pele clara"). A maioria das populações indígenas norte-americanas é semelhante às populações africanas e oceânicas no que diz respeito à presença do alelo Ala111.
Os nativos sul-americanos e os mesoamericanos também são tipicamente considerados de pele escura, classificando-se de forma semelhante às populações africanas e oceânicas no que diz respeito à presença de 'Ala111'. Testes genéticos mostram significativa influência austronésia em uma hipotética população ypykuéra ("ancestral").

## Cultura
A preferência ou rejeição da pele mais escura tem variado dependendo da área geográfica e do tempo. Hoje, a pele mais escura é vista como moda e como sinal de bem-estar em algumas sociedades. Isso resultou no desenvolvimento da indústria do bronzeamento em vários países. Entretanto, em alguns países, a pele escura não é vista como desejável ou como indicativa de classe superior, especialmente entre as mulheres. 